# 女天皇
女天皇即女性的日本天皇，亦可稱之為女皇帝。

## 概說
在日本神話中，有天照大神、卑彌呼、臺與等女神與女王，歷史上則有暫代天皇攝政的神功皇后、間人皇女與飯豐青皇女等等，但正式君臨日本的女天皇，則是直到於592年登位的推古天皇才正式出現；推古天皇是欽明天皇之女、敏達天皇皇后，她在異母弟崇峻天皇被暗殺後，被以舅父兼權臣的蘇我馬子為首的一干群臣擁立為天皇，是日本第一位女天皇。而自推古天皇至稱德天皇為止，日本密集的出現女性皇族登基為天皇的情況，由此可見，古時的日本不排斥在無適任男性皇族繼位的情況下，由女性皇族登位為天皇，甚至女天皇的後繼者也能是女性，如元明天皇於715年內禪其女元正天皇，不過女天皇傳位予女天皇僅此一例。而不論女天皇有多大的權力或貢獻，她們登基的最初目的都是避免皇位空置，因而女天皇又有中天皇（中繼天皇）的別稱；而基於此目的，皇極天皇與孝謙天皇都曾在退位後順應局勢再度登上皇位（稱重祚）。
770年，二度即位的稱德天皇過世，光仁天皇與桓武天皇依序即位。794年，桓武天皇遷都平安京，宣告奈良時代的結束，日本正式進入長達三百餘年的平安時代，開始脫去此前母系社會的面貌，女性皇族登基為天皇的情況也暫時消失。
平安時代以後，日本經歷了鎌倉時代、室町時代、南北朝時代、戰國時代等，這其中的400多年不曾出現過女天皇，最多只有廣義門院、日野富子或北条政子等掌握政權的皇族、貴族女性。1603年，德川家康受封征夷大將軍並於江戶開府，日本進入江戶時代，也再次出現了明正天皇與後櫻町天皇這兩位女天皇。於1629年因其父後水尾天皇內禪而登位的明正天皇，為德川家康的曾外孫女（其母德川和子為家康孫女），也是自奈良時代的稱德天皇逝世後共859年以來的首位女天皇；至於在1762年登位的後櫻町天皇，則是目前最後一位女天皇。

## 女天皇列表
- 33代推古天皇（592年～628年在位）：欽明天皇庶女、敏達天皇的異母妹與繼后。在其弟崇峻天皇遭暗殺、崇峻天皇獨子蜂子皇子為避禍逃往丹後的狀況下，雖再三懇辭仍被群臣於豐浦宮擁立為天皇，成為日本第一位女天皇，並開創日本飛鳥時代。登基後冊立姪子廄戶皇子為皇太子，即聖德太子，並由皇太子攝政。
- 35代皇極天皇（642年～645年在位）：茅渟王之女、舒明天皇皇后。由於舒明天皇未立下儲君便死去，因而引發中大兄皇子、古人大兄皇子、山背大兄王等人的皇位爭奪，為避免皇位空置與混亂擴大，蘇我蝦夷遂擁立她即位為日本第二位女天皇。
- 37代齊明天皇（655年～661年在位）：皇極天皇在位不久後，在乙巳之變後讓位於孝德天皇。孝德天皇死後再度即位，稱齊明天皇。天皇在位後半時間揮霍奢侈，大興土木建造宮室與渠道，後應百濟之請御駕出征朝鮮半島，但於途中一病不起，於朝倉宮病逝。
- 41代持統天皇（686年～697年在位）：天智天皇之女、天武天皇皇后。在天武天皇死後，皇后代替病弱的皇太子草璧皇子主持天武天皇的喪儀並臨朝稱制。皇后稱制三年後草璧皇子病亡。隔年，皇后正式即位，為日本第三位女天皇。天皇在位期間營建了以中國長安、洛陽為藍本的藤原京，成為日本第一個連續被兩任以上天皇使用的宮城。在位11年後讓位於孫子文武天皇，成為日本第一位太上天皇與第一位女性太上天皇。
- 43代元明天皇（707年～715年在位）：天智天皇之女、草璧皇子之妃、文武天皇之母，同時也是持統天皇的異母妹與媳婦。在兒子文武天皇英年早逝後登位，成為日本第四位女天皇。天皇遷都平城京，開創奈良時代。在位七年後內禪其女冰高皇女，成為日本第二位女性太上天皇。
- 44代元正天皇（715年～724年在位）：元明天皇與草璧皇子之女。由於其弟文武天皇的遺子－首皇子尚年幼，不足以繼位，因此繼母親元明天皇之後登上皇位，成為日本第五位女天皇，同時也是日本歷史上唯一一次女天皇的繼任者也是女性。天皇貌美且終身未婚，首開未婚皇女若登位為天皇即終身不婚的先例。天皇在位8年後逝世，日本歷史最久的明文法令－－養老律令也是在元正天皇在位期間完成編寫。
- 46代孝謙天皇（749年～758年在位）：日本第六位女天皇，第二位終身未婚的女天皇。為聖武天皇之女，生母為日本歷史上首位非皇族出身的皇后－藤原光明子。出生不久被立為皇太女，是世界上首位皇太女。天皇在位9年後讓位於淳仁天皇，成為日本第三位女性太上天皇。
- 48代稱德天皇（764年～770年在位）：淳仁天皇在位6年後，由於朝臣藤原仲麻呂起兵反抗受孝謙上皇之寵的僧侶道鏡，淳仁天皇受到牽連而被孝謙上皇流放於淡路，孝謙上皇再度即位，是為稱德天皇。天皇在位後半期，與僧侶道鏡有染且相當寵信之，並放任道鏡壟斷政治，道鏡更假托八幡宮神宣，宣稱自己是天命真主，天皇大驚但不久病逝，道鏡之勢也隨之崩落。
- 109代明正天皇（1629年～1643年在位）：日本第七位女天皇，也是第三位終身不婚的女天皇。後水尾天皇之女，生母為德川家康孫女－德川和子，是唯一一位與德川家有血緣關係的天皇。天皇政績不多，但由於與德川家有血緣關係，因此任內改善了朝廷與幕府間的緊張關係。天皇在位14年後，讓位於異母弟後光明天皇，成為日本第四位女性太上天皇，也是日本最後一位有漢風諡號的女天皇。
- 117代後櫻町天皇（1762年～1770年在位）：日本第八位也是現時最後一位女天皇，同時也是第四位終身不婚的女天皇。櫻町天皇之女。天皇異母弟桃園天皇僅22歲便逝世，遺子英仁親王僅五歲難以繼位，因此由她即位。天皇在位8年後，讓位於英仁親王，成為第五位女性太上天皇，也是唯一一位採后號的女天皇。天皇建樹不多，但終身致力於和歌創作，留有上千首和歌傳世[2]。

## 未普遍認可的女天皇
- 飯豐天皇（即飯豐青皇女），在古事記中載為履中天皇第一皇女；日本書紀則稱是市邊押磐皇子之女。雖然清寧天皇駕崩直至顯宗天皇繼位以前，曾短暫執行天皇職務，但在上述兩本史籍中都不將其承認為女天皇，而扶桑略記中，稱飯豐青皇女為「第24代飯豐天皇」。
- 中皇命（即間人皇女），為舒明天皇皇女、孝德天皇皇后。在齊明天皇崩御後，天智天皇即位前的空檔，她似乎曾經即位（或攝政）。有說法認為萬葉集裡以「中皇命」之名留有和歌傳世者，就是間人皇女。
- 神功天皇（即神功皇后），在明治維新前，為避免歷史上皇位長時間空置的狀態（或填補不夠的世數），一度也將神功皇后視為第15代天皇或准天皇。

## 現今
明治維新以前，日本並未禁止女性繼承皇位，但在明治維新後公佈的新《皇室典範》，其中第1條便明確規定；「皇位、皇統只能由男性皇嗣繼承」，直接地否絕女性的皇位繼承權，因此在未修法的情況下，過去曾出現過的女天皇將成為歷史。
但是，對於目前的日本皇室，皇位再次由女性繼位的情況在未來似乎無法避免，因目前皇族最年輕一代的成員中，除去2006年出生的秋篠宮悠仁親王以外，全數皆為女王或內親王（公主），而除秋篠宮家外的所有宮家不是即將斷嗣，就是只生下女性皇族。新一代的皇室成員中只有一位男性，對於皇位的繼承是相當不穩定的，而依照現行的《皇室典範》，由於女性皇族一旦嫁給平民將不再是皇族，其後代亦不會是皇族，因此在所有未婚的女性皇族全數出嫁後，在未來的日本皇室，將只剩下悠仁親王及他未來的妻小這一家，別無旁人。因此在悠仁親王出生前，日本政府曾著手進行修改《皇室典範》，以讓女性皇族（如敬宮愛子內親王）能夠繼位，以保證皇位繼承的穩當性；但日本雖曾出現數位女天皇，但過去的女天皇不是守寡就是終生未嫁，日本皇室的父系傳承並未因為女天皇而改變；在允許女天皇之外、也要打破傳統允許她與非日本皇室男子生育子女才能解決繼承問題，否則女天皇也只是剝奪女性皇族的生育權並把繼承權問題拖延一代而已；但依照東亞傳統定義，除非女性天皇嫁給舊宮家男嗣，女天皇的孩子繼承皇位就等於改朝換代，中斷了萬世一系傳統。在悠仁親王出生後，雖然鬆緩皇位繼承的急迫性，修改《皇室典範》的程序也被擱置下來，但皇位繼承問題終究只是暫時解決，除非有更多的男性皇族誕生，或是將來悠仁親王成年後能穩當地增加男性皇族數量，或修改《皇室典範》允許男性皇族領養舊宮家男嗣，否則皇位繼承危機將再度復燃。
日本是《消除對婦女一切形式歧視公約》的簽署國。2024年10月聯合國消除對婦女歧視委員會建議日本修改《皇室典範》中皇位只能由男性繼承的規定，容許女性有皇位繼承資格，日本政府反駁繼承資格不屬於基本人權，因此該規定不應視為歧視女，日本更要求委員會刪除該項建議的記載，遭到拒絕後，日本政府在2025年1月宣布停止將給予聯合國的經費分配給該委員會。